# Shaun Woodward
Shaun Anthony Woodward (ur. 26 października 1958 w Bristolu) – brytyjski polityk, członek Partii Konserwatywnej, a następnie Partii Pracy, minister ds. Irlandii Północnej od 2007 do 2010. Poseł do Izby Gmin latach 1997–2015.

## Życiorys
Wykształcenie odebrał w Bristol Grammar School. Następnie ukończył studia anglistyczne w Jesus College na Uniwersytecie Cambridge . Woodward zaczynał karierę polityczną w Partii Konserwatywnej, z ramienia której w 1997 r. został wybrany do Izby Gmin jako reprezentant okręgu Witney. Wkrótce stał się głównym rzecznikiem opozycji w sprawach dotyczących brytyjskiej stolicy. W 1999 popadł jednak w niełaskę partyjnego kierownictwa po tym, jak opowiedział się za uchyleniem prawa zakazującego promocji homoseksualizmu w szkołach. W efekcie Woodward zmienił barwy partyjne i przeniósł się do rządzącej Partii Pracy.
W 2001 i 2005 r. uzyskał reelekcję do parlamentu już jako labourzysta (choć w innym okręgu wyborczym, St Helens South). W 2005 r. został także parlamentarnym podsekretarzem stanu w Ministerstwie ds. Irlandii Północnej, a rok później w resorcie kultury, mediów i sportu. 28 czerwca 2007 r. nowy premier Gordon Brown powierzył mu kierowanie resortem Irlandii Północnej, jednak jako jedyny członek gabinetu nie otrzymywał dodatkowego wynagrodzenia (pozostanie jedynie przy parlamentarnym). Na stanowisku ministra Woodward pozostał do porażki Partii Pracy w wyborach parlamentarnych w 2010 r. Nie kandydował w kolejnych wyborach, w 2015.
Jest żonaty z Camillą Sainsbury (ur. 1962), córki dawnego konserwatywnego deputowanego Tima Sinsbury'ego - jest członkiem rodziny właścicieli firmy Sainsbury, do której należy jedna z największych w Wielkiej Brytanii sieci supermarketów. W 2001 r. jedna z gazet (The Guardian) uznała go za jedynego polityka lewicy korzystającego we własnym domu z usług lokaja.